# Totál Dráma: A sziget fellázad
A Totál Dráma: A sziget fellázad (eredeti címén Total Drama: Revenge of the Island) című valóságshow a Cartoon Network-ön indult, és az új évadnak 13 része lett. Ezenkívül rengeteg régi és 13 új szereplő tűnik fel benne. Az évad 2012. március 5-én 17.15-kor kezdődött, és május 28-án fejeződött be.

## Szereplők
- Anne Maria - Mezei Kitty
- Tégla (Brick) - Élő Balázs
- Cameron - Pálmai Szabolcs
- Dakota - Roatis Andrea
- Villám (Lightning) - Láng Balázs
- Jo (Joanna) - Oláh Orsolya
- Mike - Seder Gábor
- Dawn - Sipos Eszter Anna
- Sam - Megyeri János
- Staci - Náray Erika
- Zoey - Erdős Borcsa
- Scott - Kisfalusi Lehel
- B (Beverly)
- Chris McLean - Renácz Zoltán
- Chef Hatchet - Kapácsy Miklós

### Csapatok
- Mutáns Férgek: Anne Maria, Cameron, Jo, Mike, Tégla, Zoey (később Dakota és Scott átkerülnek)
- Toxikus Patkányok: B, Dakota, Dawn, Sam, Scott, Staci, Villám (később Tégla és Jo átkerülnek)

### Visszatérő szereplők
- Bridgette - Németh Kriszta (5. rész)
- DJ - Gáspár András (11. rész)
- Duncan - Varga Gábor (9. rész)
- Ezekiel (7., 12. és 13. rész)
- Gwen - Agócs Judit (8. rész)
- Heather - Dudás Eszter (10. rész)
- Izzy - Bogdányi Titanilla (4. rész)
- Lindsay - Dögei Éva (6. rész)
- Owen - Haagen Imre (1. rész)

### Nem visszatérő szereplők
(Az első részben mindenki látszott a hajón, de nem beszéltek)
- Alejandro
- Beth
- Blaineley
- Cody
- Courtney
- Eva
- Geoff
- Harold
- Justin
- Katie
- Leshawna
- Noah
- Sadie
- Sierra
- Trent
- Tyler

### Vetítés
| Ország                                        | Első vetítés | Utolsó vetítés |
| --------------------------------------------- | ------------ | -------------- |
| FRA                                           | 2011.12.21   | 2011.12.29     |
| CAN                                           | 2012.01.05   | 2012.04.12     |
| AUS                                           | 2012.05.28   | 2012.06.13     |
| USA                                           | 2012.06.05.  | 2012.08.28.    |
| ITA                                           | 2012.01.09   | 2012.03.12     |
| Hollandia · ROM · HUN · RUS                   | 2012.03.05   | 2012.05.28     |
| DEN · NOR · SWE · FIN                         | 2012.03.05   | 2012.03.21     |
| POL · Dél-afrikai Köztársaság                 | 2012.03.08   | 2012.05.31     |
| VEN · BRA · DOM · ARG · MEX · PER · CHI · COL | 2012.04.02   | 2012.04.21     |
| CZE · SVK · GER · AUT · SWI                   | TBA          | TBA            |

## Epizódok
| Magyar bemutató | #  | Angol cím                              | Magyar cím              | Utolsó mályvacukor  | Kieső                   |
| --------------- | -- | -------------------------------------- | ----------------------- | ------------------- | ----------------------- |
|                 |    |                                        |                         |                     |                         |
| NEGYEDIK ÉVAD   |    |                                        |                         |                     |                         |
|                 |    |                                        |                         |                     |                         |
| 2012.03.05      | 01 | Bigger! Badder! Brutal-er!             | Ütős, húzós, hajtós!    | Dakota x Staci      | Staci                   |
|                 |    |                                        |                         |                     |                         |
| 2012.03.12      | 02 | Truth or Mutant Shark                  | Fuss vagy a cápa fog!   | B x Dakota          | Dakota                  |
|                 |    |                                        |                         |                     |                         |
| 2012.03.19      | 03 | Ice Ice Baby                           | Jég hátán jég           | Sam x B             | B                       |
|                 |    |                                        |                         |                     |                         |
| 2012.03.26      | 04 | Finders Creepers                       | Kitör a frász!          |                     |                         |
|                 |    |                                        |                         |                     |                         |
| 2012.04.02      | 05 | Backstabbers Ahoy!                     | Hahó, árulók!           | Scott x Dawn        | Dawn                    |
|                 |    |                                        |                         |                     |                         |
| 2012.04.09      | 06 | Runaway Model                          | Divatos vad-hajsza      | Tégla x Sam         | Sam                     |
|                 |    |                                        |                         |                     |                         |
| 2012.04.16      | 07 | A Mine is a Terrible Thing to Waste    | Végítélet-akció         | Tégla x Villám      | Tégla                   |
|                 |    |                                        |                         |                     |                         |
| 2012.04.23      | 08 | The Treasure Island of Dr. McLean      | Elásott kincs           | Scott és DakotaZoid | Sam (újra) & DakotaZoid |
|                 |    |                                        |                         |                     |                         |
| 2012.04.30      | 09 | Grand Chef Auto                        | Csúcs a kicsi kocsi     | Scott x Mike        | Mike                    |
|                 |    |                                        |                         |                     |                         |
| 2012.05.07      | 10 | Up, Up & Away in My Pitiful Balloon    | Égi háború              | Villám x Jo         | Jo                      |
|                 |    |                                        |                         |                     |                         |
| 2012.05.14      | 11 | Eat, Puke & Be Wary                    | Gyíkvadászat            | Villám x Scott      | Scott                   |
|                 |    |                                        |                         |                     |                         |
| 2012.05.21      | 12 | The Enchanted Franken-Forest           | A félelem mutáns erdeje | Cameron x Zoey      | Zoey                    |
|                 |    |                                        |                         |                     |                         |
| 2012.05.28      | 13 | Brain vs. Brawn: The Ultimate Showdown | Viadal a diadalig       | Cameron x Villám    | Villám                  |
|                 |    |                                        |                         |                     |                         |

## Kiesési táblázat
| Helyezés | Név és csapat | Ep. 1 | Ep. 2 | Ep. 3       | Ep. 4       | Ep. 5       | Ep. 6       | Ep. 7 | Ep. 8 | Ep. 9 | Ep. 10 | Ep. 11 | Ep. 12   | Ep. 13  |  |
| -------- | ------------- | ----- | ----- | ----------- | ----------- | ----------- | ----------- | ----- | ----- | ----- | ------ | ------ | -------- | ------- |  |
|          |               |       |       |             |             |             |             |       |       |       |        |        |          |         |  |
| 1.       | Cameron       | NY    | NY    | NY          | T           | NY          | NY          | NY    | T     | T     | NY     | NY     | T        | Győztes |  |
| 2.       | Villám        | T     | T     | T           | NY          | T           | T           | T     | NY    | U     | U      | T      | NY       | Második |  |
| 3.       | Zoey          | NY    | NY    | NY          | T           | NY          | NY          | NY    | T     | T     | T      | U      | Harmadik |         |  |
| 4.       | Scott         | T     | T     | T           | NY          | U           | T           | NY    | U     | NY    | T      | K      |          |         |  |
| 5.       | Jo            | NY    | NY    | NY          | T           | NY          | NY          | T     | NY    | U     | K      |        |          |         |  |
| 6.       | Mike          | NY    | NY    | NY          | T           | NY          | NY          | NY    | T     | K     |        |        |          |         |  |
| 7.       | Dakota        | U     | K     | Asszisztens | Asszisztens | Asszisztens | Asszisztens | V     | K     |       |        |        |          |         |  |
| 8-9.     | Anne Maria    | NY    | NY    | NY          | T           | NY          | NY          | KP    |       |       |        |        |          |         |  |
| 8-9.     | Tégla         | NY    | T     | T           | U           | T           | U           | K     |       |       |        |        |          |         |  |
| 10.      | Sam           | T     | T     | U           | NY          | T           | K           |       |       |       |        |        |          |         |  |
| 11.      | Dawn          | T     | T     | T           | NY          | K           |             |       |       |       |        |        |          |         |  |
| 12.      | B             | T     | U     | K           |             |             |             |       |       |       |        |        |          |         |  |
| 13.      | Staci         | K     |       |             |             |             |             |       |       |       |        |        |          |         |  |